# ويليام غراهام سوان
ويليام غراهام سوان (بالإنجليزية: William Graham Swan)‏ هو محامي وسياسي أمريكي، ولد في 1821، وتوفي في 12 أبريل 1869 بممفيس في الولايات المتحدة. حزبياً، نشط في حزب اليمين والحزب الديمقراطي.